# Amics íntims
Amics íntims (títol original: Best Friends) és una pel·lícula estatunidenca dirigida per Norman Jewison, estrenada l'any 1982. Ha estat doblada al català.

## Argument
Richard i Paula viuen i treballen junts: els dos són guionistes de cinema. Richard vol casar-se, però Paula tem que el matrimoni acabi espatllant la relació. Quan, per fi, es casen, s'han d'enfrontar a la primera prova: anar a visitar els pares de Paula perquè coneguin Richard. Però els encantadors ancians plantegen amb el seu excés d'afecte pocs problemes a la parella. I encara els queda un altre pas:Paula ha de conèixer els pares de Richard.

## Repartiment
- Burt Reynolds: Richard Babson
- Goldie Hawn: Paula McCullen
- Jessica Tandy: Eleanor McCullen
- Barnard Hughes: Tim McCullen
- Audra Lindley: Ann Babson
- Keenan Wynn: Tom Babson
- Ron Silver: Larry Weisman
- Carol Locatell: Nellie Ballou
- Richard Libertini: Jorge Medina
- Peggy Walton-Walker: Carol Brandon
- Noah Hathaway: Lyle Ballou
- Mikey Martin: Robbie Ballou
- Helen Page Camp: Maid
- Joan Pringle: Doria
- Vincent J. Isaac: taxista
- Jeffrey Bannister: Venedor de sabates

## Premis i nominacions

### Nominacions
- Globus d'Or 1983 :
  - Millor actriu en una pel·lícula musical o còmica per Goldie Hawn
- Oscar 1983:
  - Millor cançó original per Patti Austin i James Ingram